# Vinylalkohol
Vinylalkohol (IUPAC-navn: ethenol) er en alkohol med den kemiske formel CH2CHOH. Vinylalkohol er en isomer af acetaldehyd og ethylenoxid. Det kan dannes ved elimination af vand fra ethylenglykol ved en temperatur på 900 °C og lavt tryk. Vinylalkohol er dog en ustabil forbindelse og vil efterhånden tautomerisere til det mere stabile acetaldehyd.

## Tautomerisering mellem vinylalkohol og acetaldehyd
Under normale betingelser undergår vinylalkohol tautomerisering til acetaldehyd:
Ved stuetemperatur er acetaldehyd (H3CC(O)H) mere stabil end vinylalkohol (H2C=CHOH) med en energiforskel på 42,7 kJ/mol:
H2C=CHOH → H3CC(O)H ΔH298,g = −42,7 kJ/mol
Denne keto-enol-tautomerisering har en høj aktiveringsenergi og sker derfor ikke ved temperaturer nær stuetemperatur. Tautomerisering kan dog fremmes via fotokemiske processer, og vinylalkohol spiller muligvis en rolle i dannelsen af organiske syrer i atmosfæren.

## Polyvinylalkohol
På grund af vinylalkohols ustabilitet fremstilles termoplasttypen polyvinylalkohol (PVA eller PVOH) indirekte via polymerisering af vinylacetat efterfulgt af hydrolyse af esterbindingerne (Ac = acetyl, HOAc = eddikesyre):
n CH2=CHOAc → (CH2−CHOAc)n
(CH2−CHOAc)n + n H2O → (CH2−CHOH)n + n HOAc

## Som ligand
Der findes mange kendte metalkomplekser, i hvilke vinylalkohol indgår som ligand. Et eksempel er Pt(acac)(η2-C2H3OH)Cl.

## Forekomst i det interstellare rum
Der er blevet fundet vinylalkohol i den molekylære tåge Sagittarius B ved hjælp af et 12-meters radioteleskop ved Kitt Peak National Observatory i Arizona, USA. At vinylalkohol kan være stabil i det (foryndede) interstellare medium viser, at forbindelsens tautomerisering til acetaldehyd ikke foregår unimolekylært.